# Anthonomus musculus
Anthonomus musculus là loài gây hại của blueberries và cranberries Vaccinium macrocarpon Ait. ở Massachusetts, New Jersey, Wisconsin, và Michigan. A. musculus là loài bản địa của Bắc Mỹ và các dãy núi từ New England đến Florida và tây của dãy núi Rockey.